# Кухолка
Кухолка — река в Московской области России, правый приток Яхромы.
Начинается в 3 км к северо-востоку от платформы Орудьево Савёловской железной дороги, впадает в Старую Яхрому в 5 км к северу от посёлка Горшково.
Длина — 10 км (по другим данным — 11 км), площадь водосборного бассейна — 72,2 км². Равнинного типа. Питание преимущественно снеговое. Замерзает обычно в середине ноября, вскрывается середине апреля:7—8. Берега реки от истока до пересечения канала имени Москвы занимают многочисленные дачные посёлки. Ниже канала Кухолка протекает по заболоченной безлесной яхромской пойме. На всём протяжении берега искусственно спрямлены каналом. Интереса для туристов не представляет.
Речка берёт начало из озера Линево.